# ルイ・フィリップ・ロベール (オルレアン公)
ルイ・フィリップ・ロベール・ドルレアン（フランス語: Louis Philippe Robert d'Orléans, 1869年8月24日 - 1926年3月28日）は、フランスの旧王家オルレアン家の家長。オルレアン公（フランス語: duc d'Orléans）の儀礼称号で呼ばれた。オルレアン公フィリップ、あるいはフィリップ・ドルレアン（フランス語: Philippe d'Orléans）と呼ばれることが多い。フランス人の王ルイ＝フィリップ1世の曾孫にあたる。

## 生涯

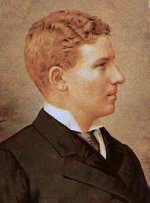
十代の頃のフィリップ

曾祖父が亡命して以来その家族が暮らしていたロンドン郊外のトゥイッケナムに、オルレアン家家長であったパリ伯フィリップの長男（第2子）として生まれた。母はパリ伯の従妹のマリー・イザベル。
第二帝政が崩壊した後の1871年、家族に連れられてフランスに渡った。居住していたウー城での独学の後、パリのコレージュ・スタニスラスに学んだ。1880年、父からオルレアン公に叙爵された。
サン・シール陸軍士官学校に在籍していた最中の1886年6月に1886年亡命法が制定され、フィリップたちは第三共和政の脅威とみなされてフランスから追放された。追放後はイギリスに戻ってサンドハースト王立陸軍士官学校を卒業し、キングスロイヤルライフル軍団の一員としてインドで軍務についた。1890年にフランスへの不法入国を試みるも逮捕されて懲役2年の判決を言い渡されたが、数ヵ月後に大統領マリー・フランソワ・サディ・カルノーの恩赦により釈放の後スイスに追放された。
1894年に父が死去するとオルレアン派の王位請求者となり、オルレアン派からはフィリップ8世（フランス語: Philippe VIII）として知られた。その2年後、エスターライヒ大公女マリア・ドロテア（マリー＝ドロテ、ヨーゼフ・カール大公の次女）と結婚した。マリー＝ドロテとの間に子供はなく、また不仲でもあり、1914年に離婚した。
1926年、フィリップはパレルモで肺炎のために没した。オルレアン家は家祖フィリップ1世以来9世代にわたって直系継承が続いてきた（ただし祖父フェルディナン・フィリップの早世により、曾祖父ルイ＝フィリップ1世の後を父パリ伯が継いでいる）が、オルレアン公フィリップを最後にそれは途絶えた。代わって従弟で妹婿でもあるギーズ公ジャンがオルレアン家家長となったが、以後は家長がオルレアン公の称号を用いることはなくなった。